# Podnebésnaya n.º 1
Podnebésnaya n.º 1 (en ruso: Поднебесная № 1) es un álbum recopilatorio de los trabajos producidos por Iván Shapoválov durante su proyecto Podnebésnaya. El CD es etiquetado como de t.A.T.u., aunque el CD fue lanzado después que el grupo terminara proyectos con su mánager. El disco incluye una canción acreditada como de t.A.T.u. aunque sólo es un demo grabado por Lena. La canción "Volodia Putin" de M.A.O. causó controversia en Rusia cuando fue lanzada.

## Lista de canciones
1. "Digital Pussy" – Khodarevskij & Shumkov (Миша Ходаревский, Дима Шумков)
2. "Белочка" "Belochka" – Lena Katina (acredidado como de t.A.T.u.)
3. "Чорчовон" – n.A.T.o.
4. "Володя Путин" – M.A.O
5. "Законы просты" – Bonch bru Bonch
6. "Найду" – Helya
7. "Радиошторм" – Khudozhnik
8. "Смысла нет" – Vitya Shimchenko
9. "Планета" – Orkrist
10. "Не ждала" – Katya Nechaeva
11. "Хуй войне" – Masha Makárova
12. "Между небом" – FlyDream
13. "Inoplaneten" – Ivan Demyan